# Félix Vallotton
Félix Vallotton, född 28 december 1865 i Lausanne, död 29  december 1925 i Paris, var en schweizisk-fransk konstnär och författare.

## Biografi
Vallotton reste till Paris som sextonårig och blev fransk medborgare år 1900. Han debuterade som målare 1885 med en gruppbild men målade också interiörer, landskap och nakenbilder.
Han var ansluten till Nabisgruppen under 1890-talet och ställde ut bland annat på Musée du Luxembourg. 
Vallotton är känd för sina träsnitt, bland annat i tidskriften Pan, och illustrationer i Jules Renards böcker.
Valloton målade också affischer och hans motiv karakteriseras ofta av kraftiga skuggor. Motiv och stil ändrades kraftigt under hans livstid då han inspirerades av den franska
nyklassiska målaren Jean-Auguste-Dominique Ingres och hans kalla och brutala realism.

## Galleri

### Målningar

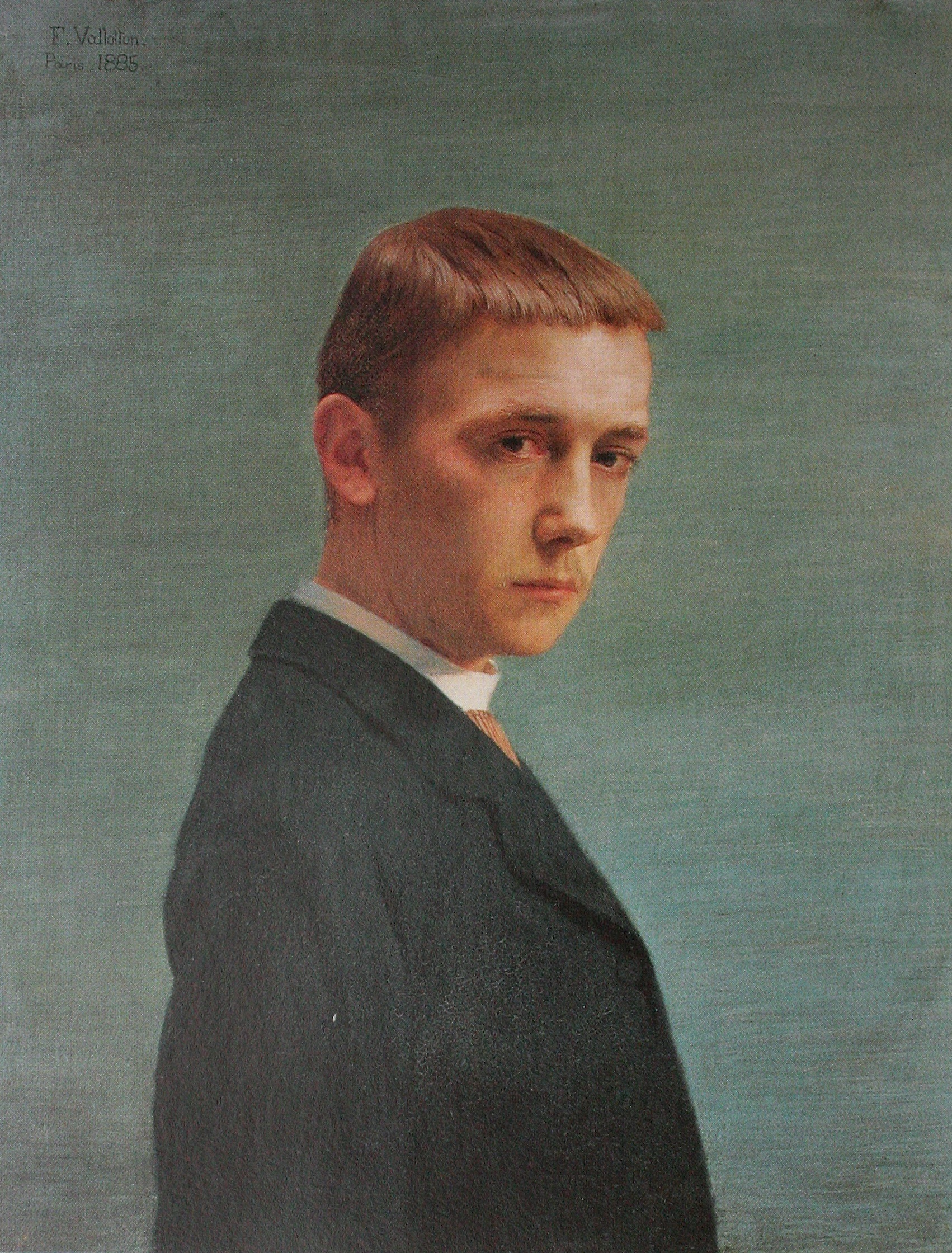
Självporträtt, 1885
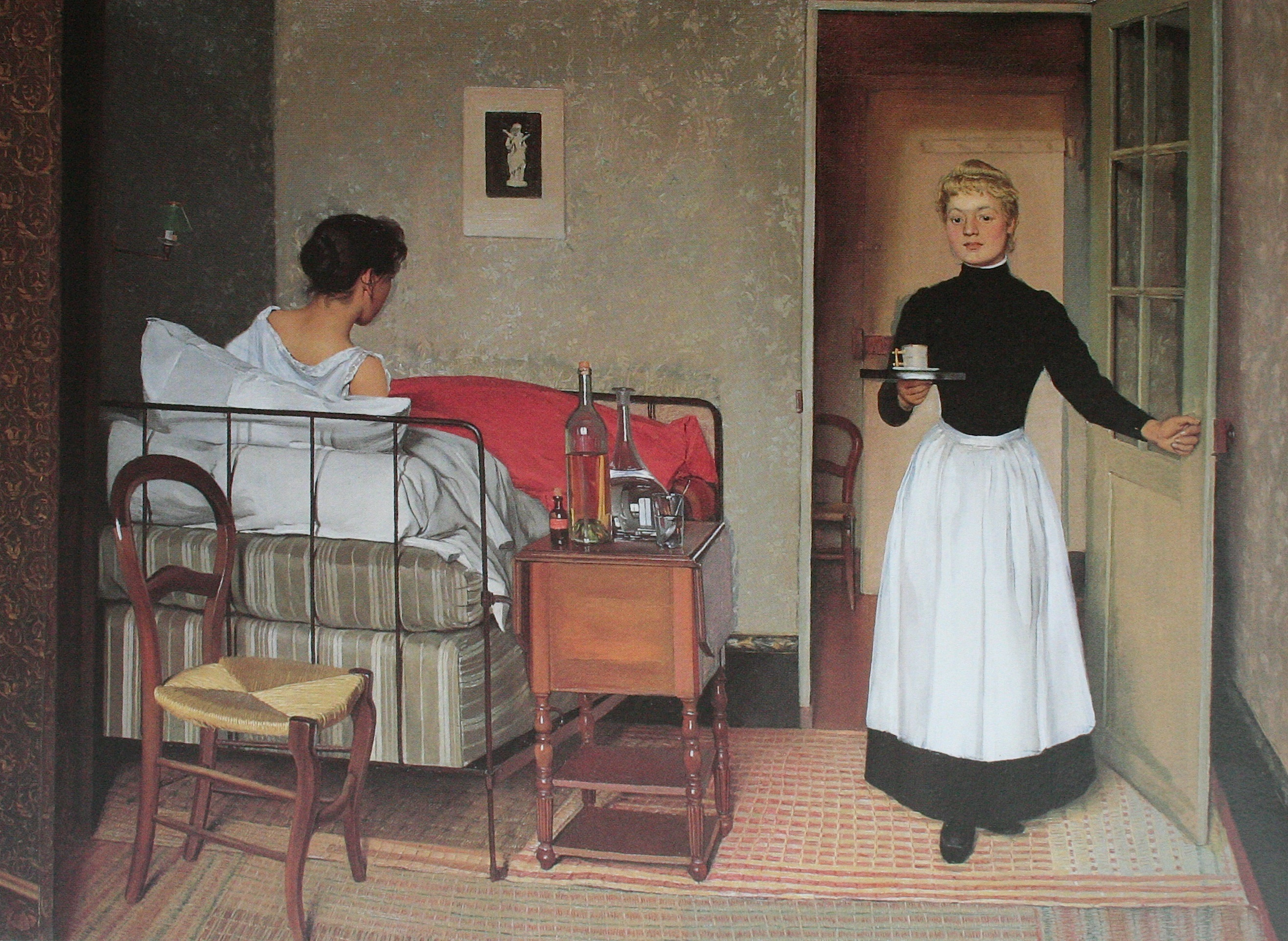
Patienten, 1892
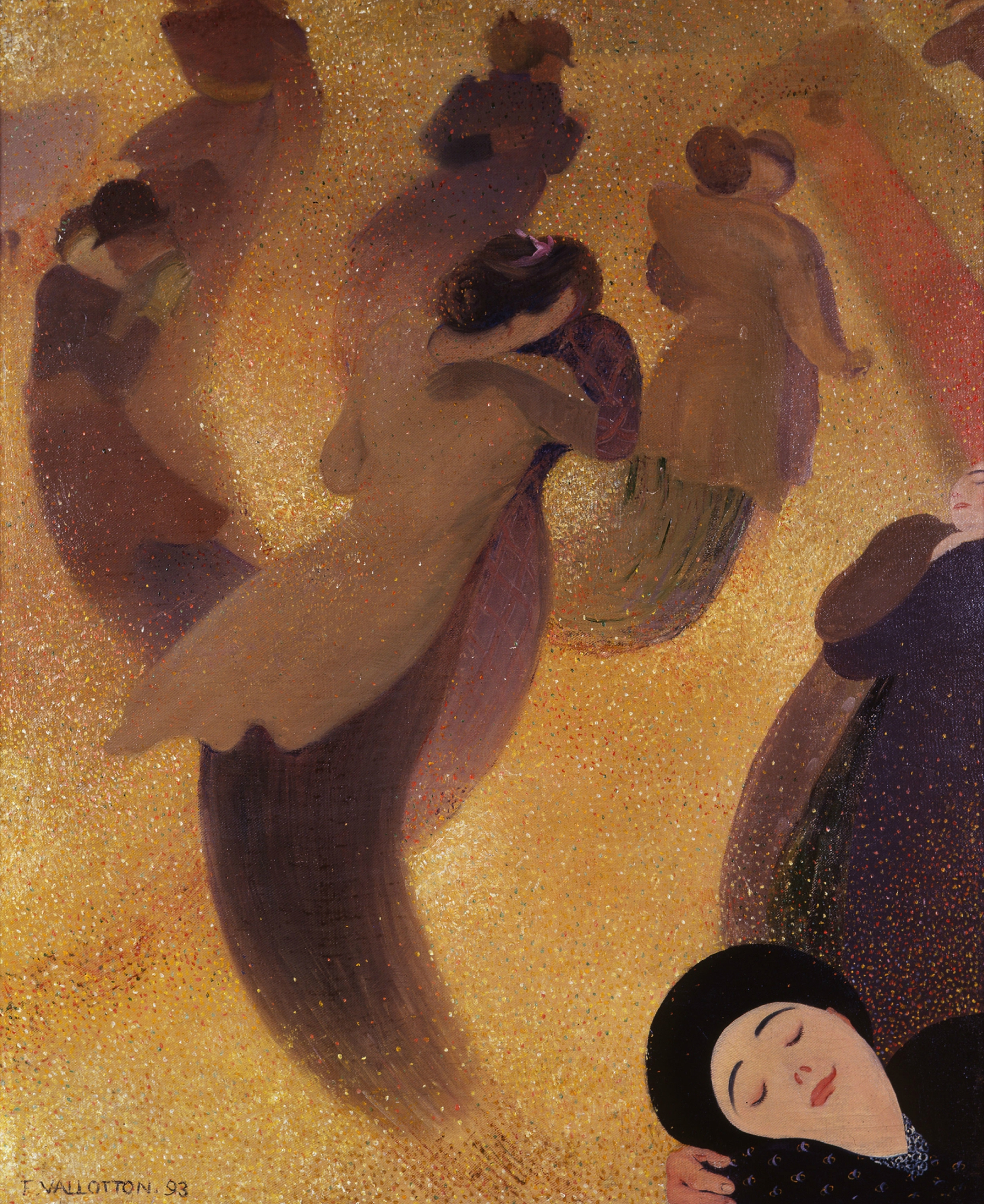
Valsen, 1893
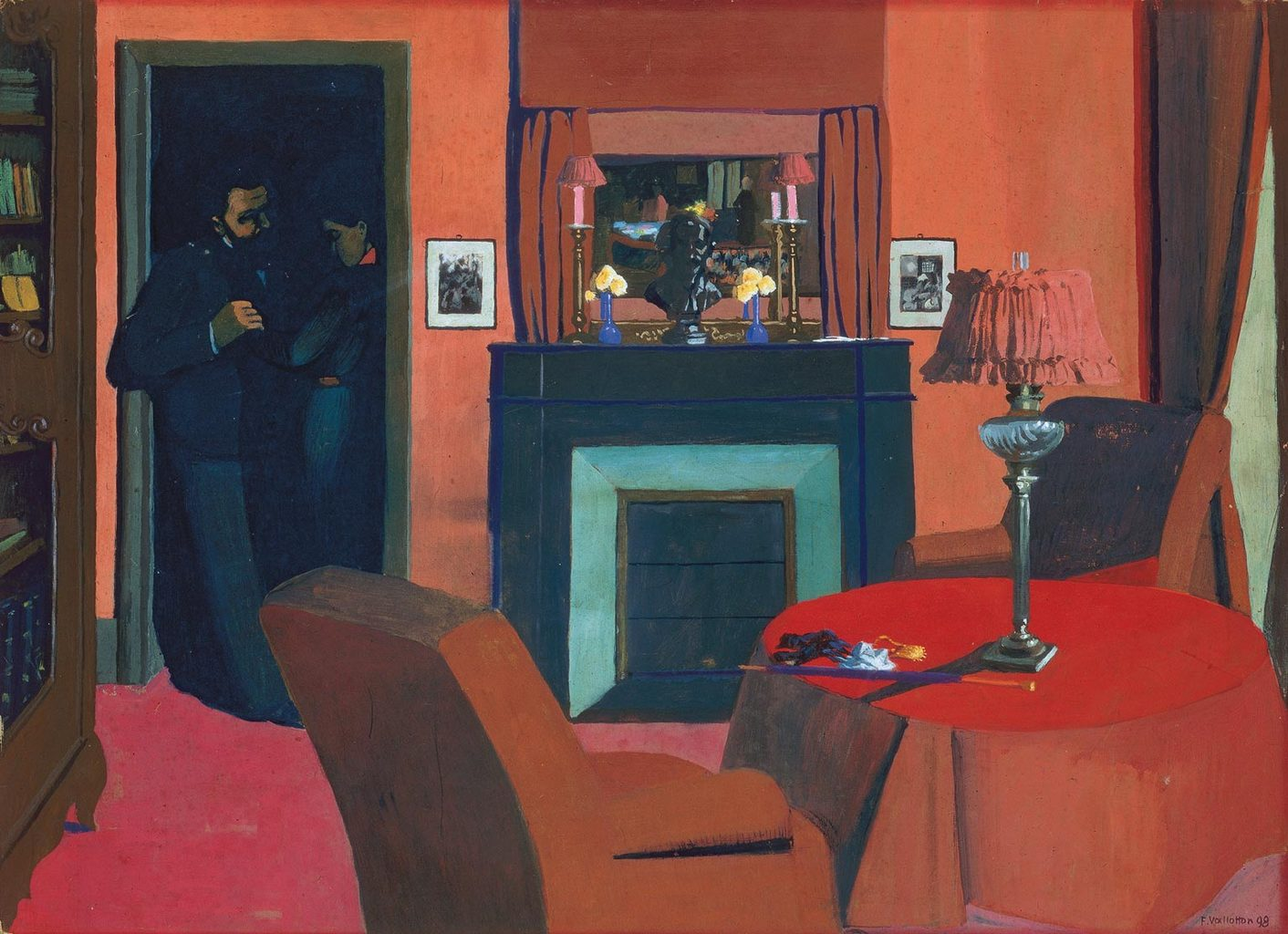
Röda kammaren, 1898
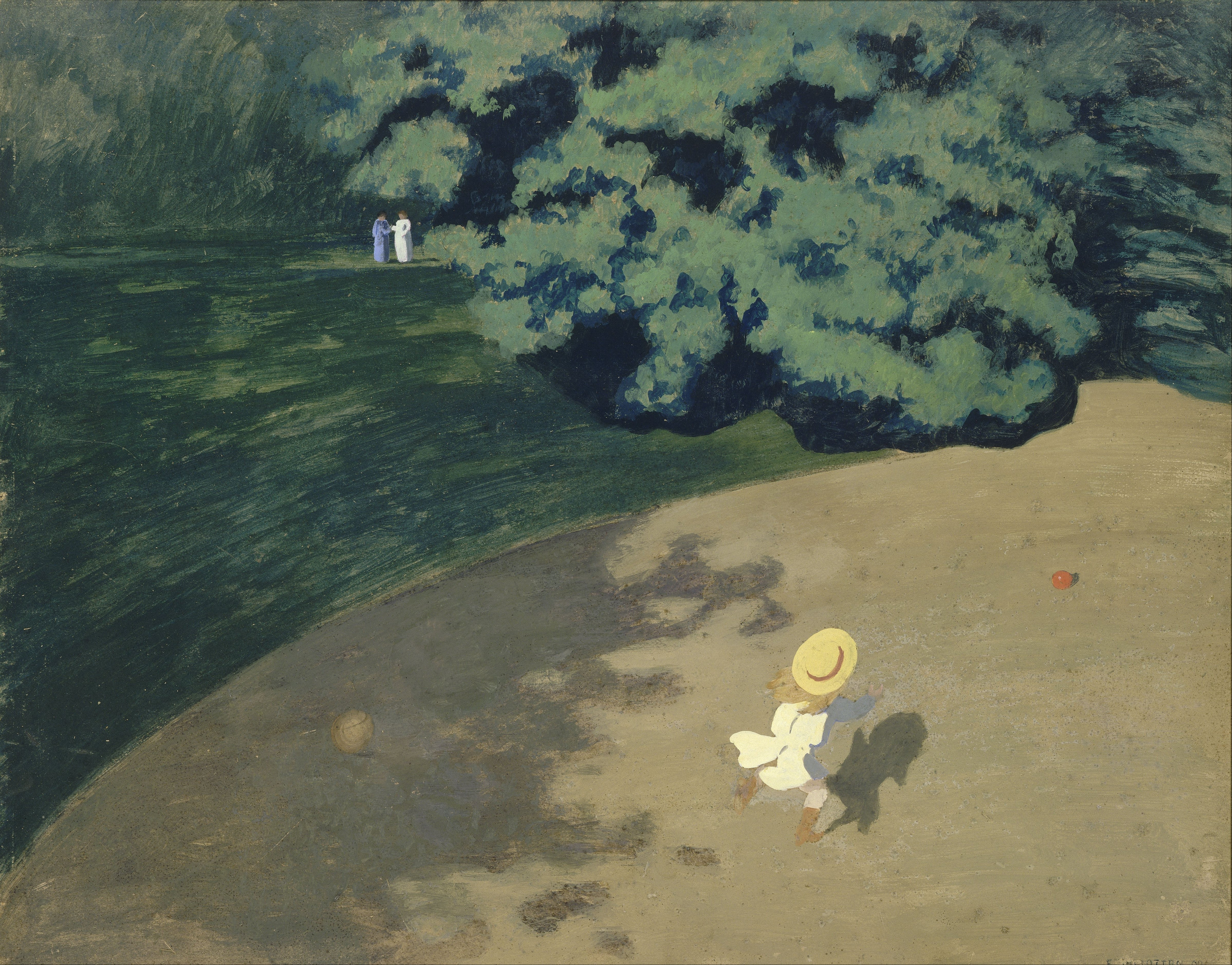
Bollen, 1899
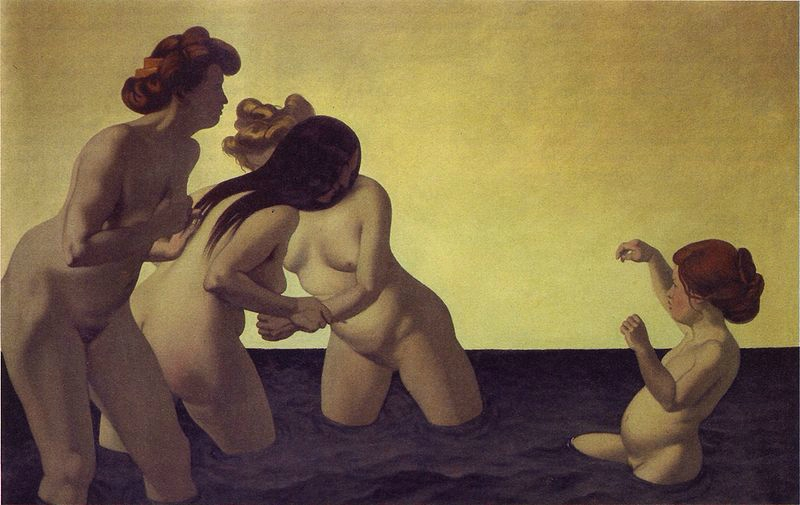
Tre kvinnor och en liten flicka leker i vattnet, 1907
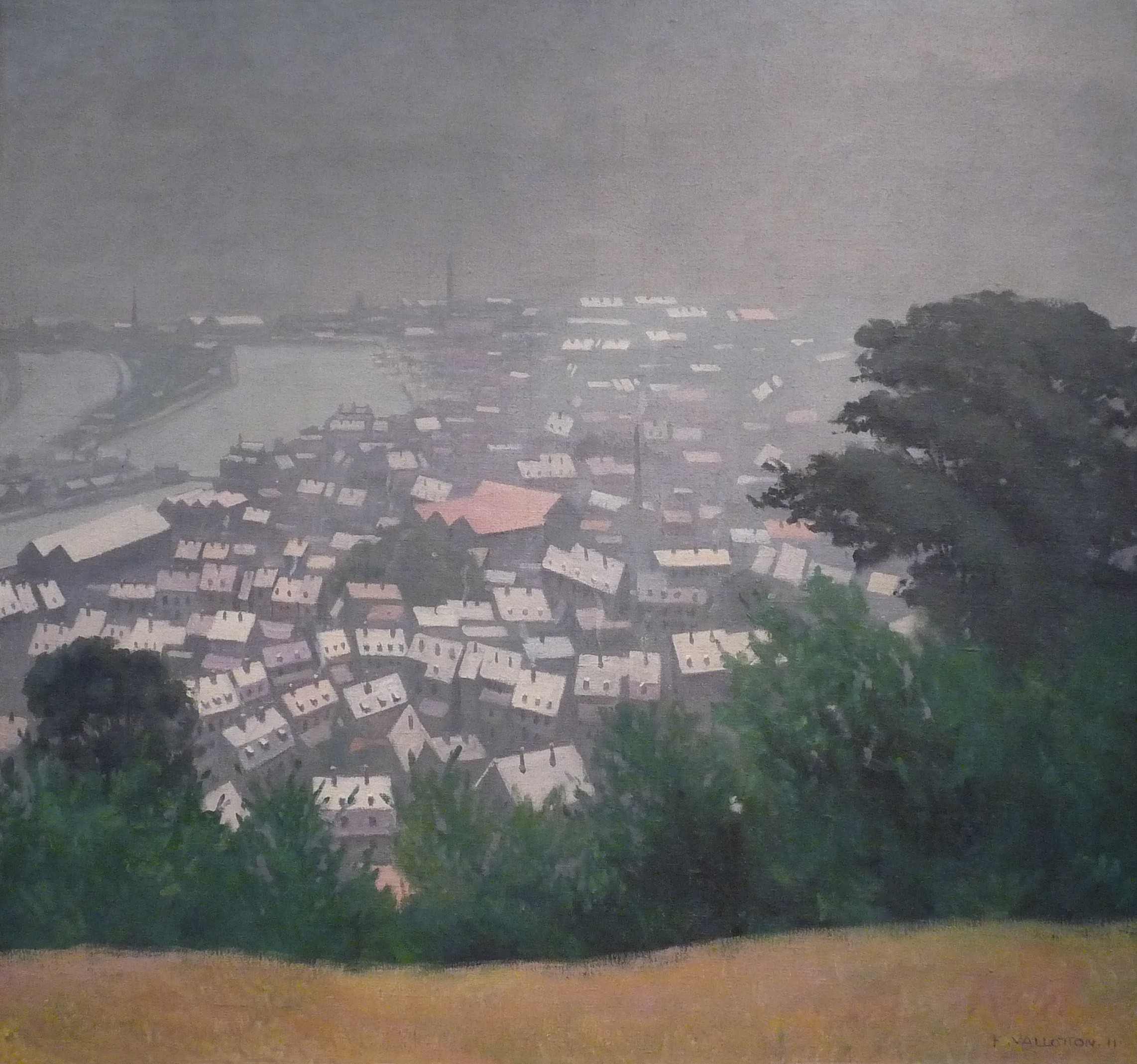
Honfleur i dimma, 1911
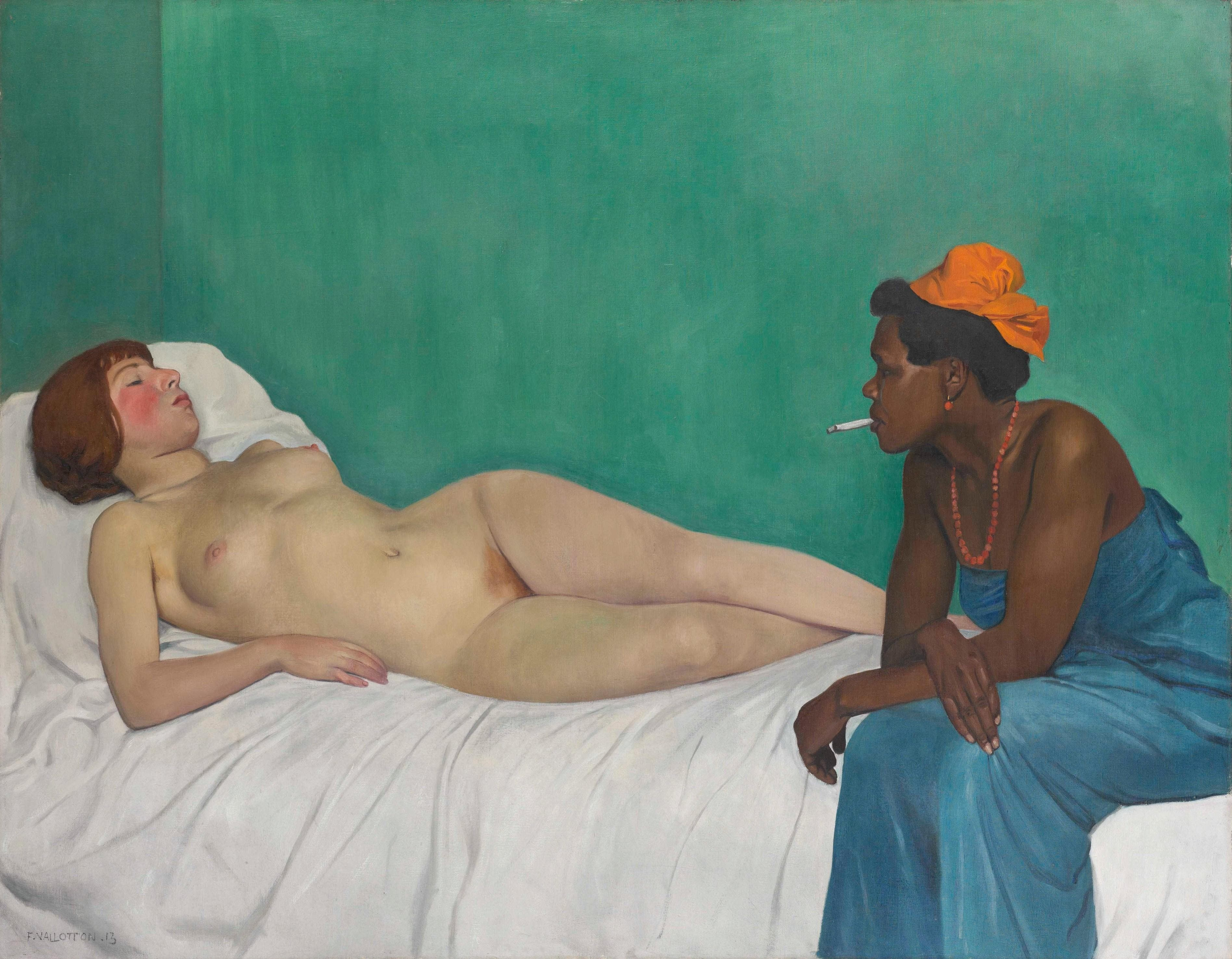
Den svarta och den vita, 1913
Landskap, 1918
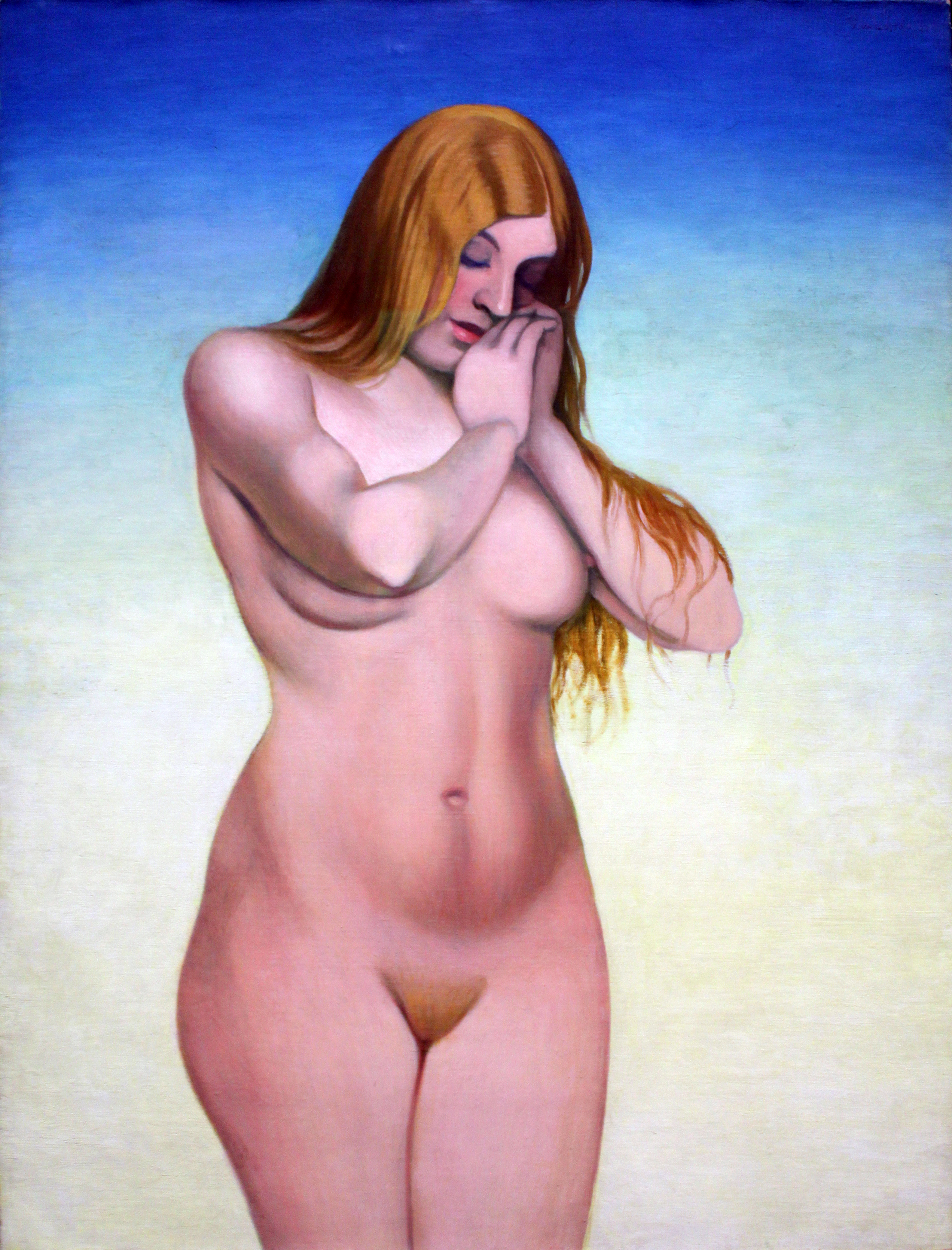
Naken kvinna, 1921

### Träsnitt

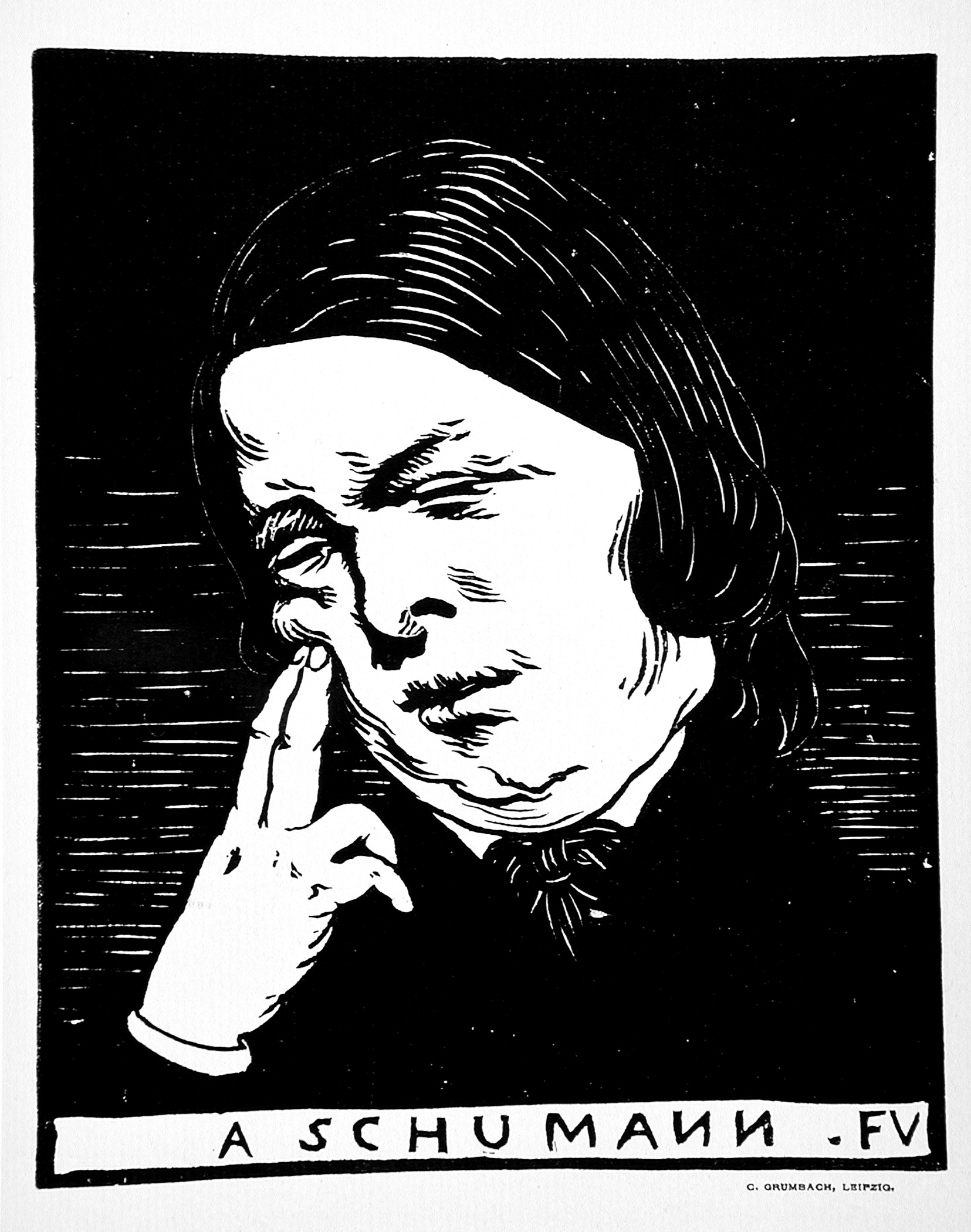
Porträtt av Robert Schumann, 1893
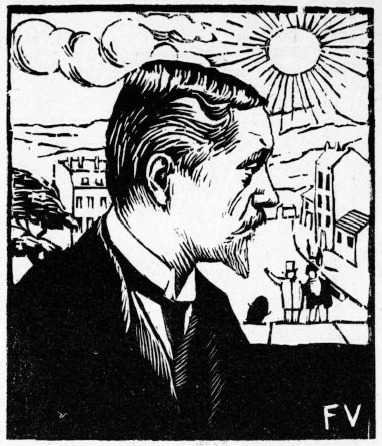
Självporträtt, 1895
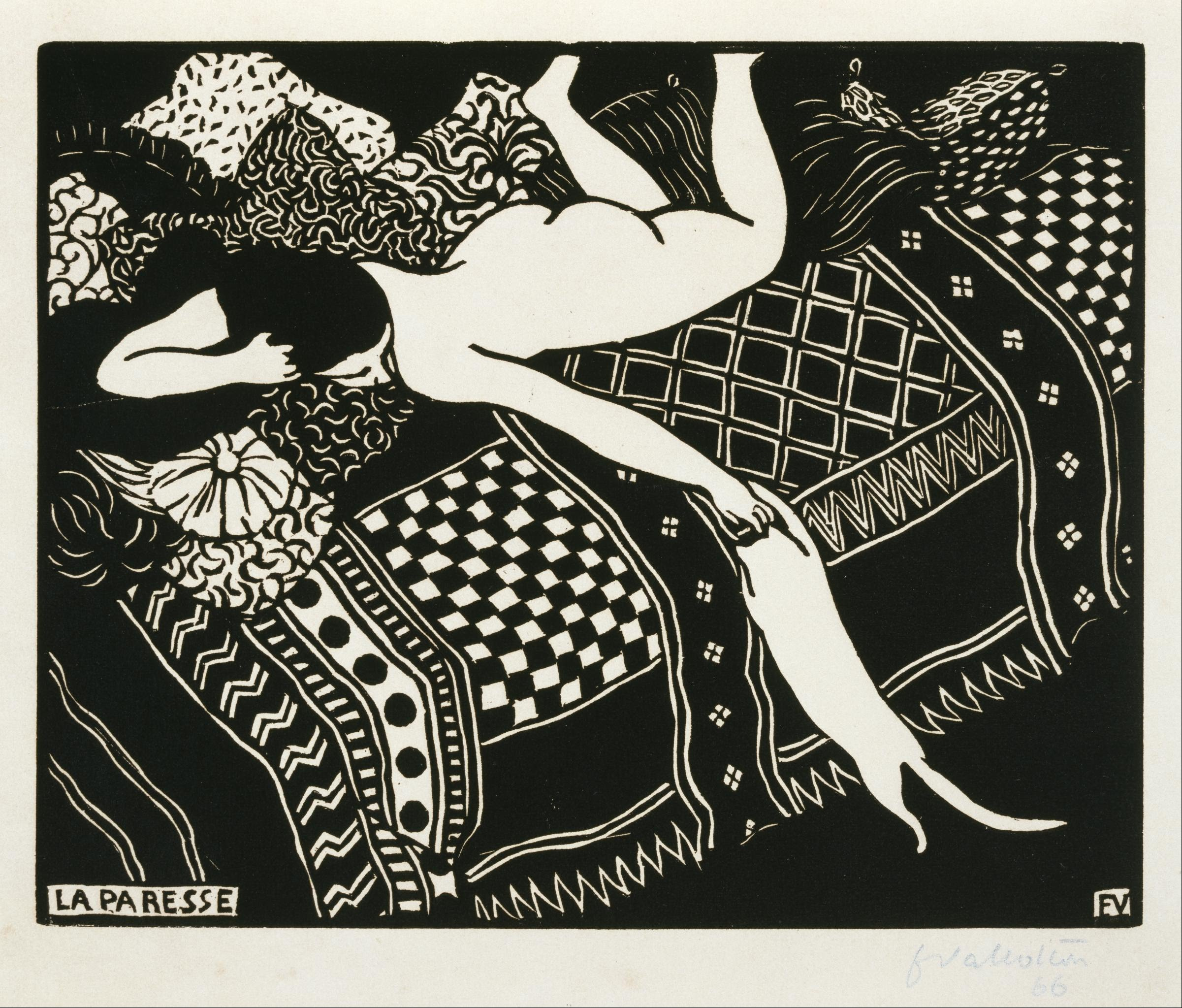
Lathet, 1896
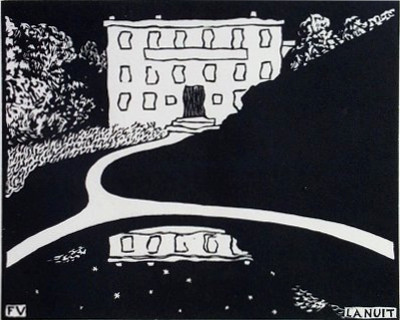
Natten, 1897
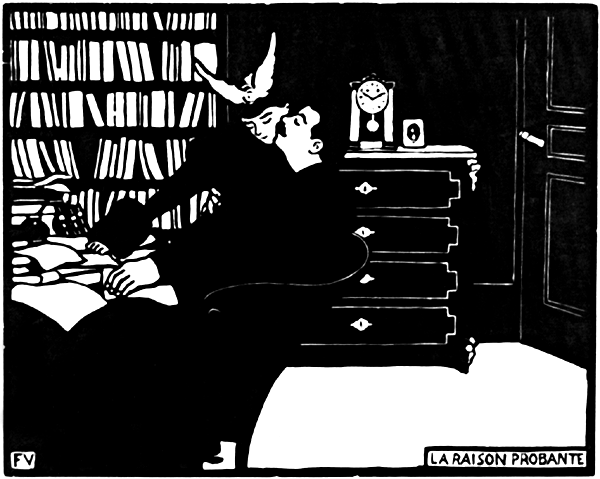
Det övertygande skälet, 1898
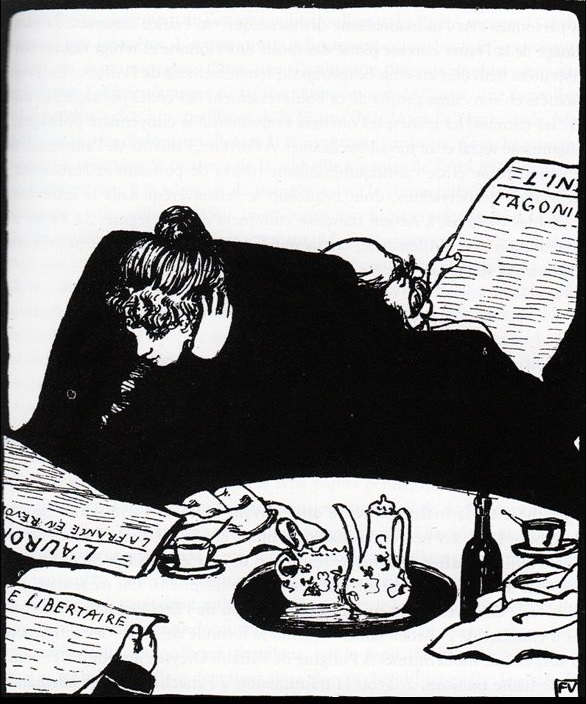
Familjen, 1899